# Сбаральи, Кристиан
Кристиан Сбаральи (итал. Kristian Sbaragli, род. 8 мая 1990 в Эмполи, Италия) — итальянский профессиональный шоссейный велогонщик, выступающий c 2013 года за команду Qhubeka Assos.

## Главные Победы
2012
1-й — Trofeo Edil C
1-й — Trofeo G. Bianchin
2013
5-й — Мемориал Марко Пантани
5-й — Ле Самын
10-й — Тур Кореи
1-й на этапе 1 и 5(ITT)
2014
4-й — Tour du Finistère
5-й — Ле Самын
7-й — Париж — Тур
2015
1-й на этапе 10 — Вуэльта Испании
4-й — Мемориал Марко Пантани
7-й — Paris–Camembert
8-й — Кюрне — Брюссель — Кюрне
10-й — Тур Фьордов